# Jo Dona
Pour les articles homonymes, voir Dona.
Jo Dona, né le 24 août 1925 dans le 3e arrondissement de Lyon et mort le 30 octobre 2003 à Férolles-Attilly en Seine-et-Marne, est un chanteur et animateur de radio français. 
Il a notamment animé Inter Danse, sur France Inter, pendant 43 ans, de 1960 à 2003.

## Biographie

### Famille et études
Né dans le 3e arrondissement de Lyon le 24 août 1925, Joseph, Ferdinand Donagemma (plus connu sous le nom de Jo Dona) est le fils de Richard Donagemma, artiste peintre et de Caroline Donagemma, née Gallo, dactylographe. Son père, italien, a fui l’Italie mussolinienne en s’installant à Lyon.
Dessinateur industriel de formation à la suite de ses études au sein de l'École nationale professionnelle de la Martinière à Lyon, il redécouvre les bals en 1945 après l’interdiction durant l’Occupation. D’abord chanteur d’orchestre puis chanteur en solo, face au déferlement des yé-yé, il est conscient de ne pas correspondre aux attentes du public. Il participe alors à la création du club « RTF danse » sur la radio Paris-Inter, ancêtre de France-Inter.

### Radio
De 1960 à 2003 Jo Dona fit connaître les bals à la radio. Il participa à la création du club « RTF danse » sur la radio Paris-Inter qui devient France-Inter en 1963. L’émission deviendra « Inter Danse » en 1965. 
Tous les samedis de minuit à 2 heures du matin il promouvait les bals populaires. En plus de la musique il en profitait pour donner la parole aux acteurs locaux (maires, associations, historiens, etc). 
D’abord en direct, l’émission sera par la suite enregistrée pour raisons budgétaires. 

### Vie personnelle
Marié et père d’une fille. Jo Dona passait ses mois d’août dans le village de Bois-Normand-près-Lyre où il possédait une résidence. En souvenir de ce discret concitoyen, la commune donna le nom de Jo Dona à la place du village.

## Résumé de carrière
- Chanteur au sein de l’orchestre de Jacques Hélian (1947-1948).
- Chanteur solo (1950-1959), tournées en France et à l’étranger. Récitals à l’Olympia et à Bobino.
- Animateur et producteur de l’animation Inter-danse (1960-2003) sur France Inter.

## Décorations
- Officier de l'ordre national du Mérite
- Médaille de la jeunesse, des sports et de l'engagement associatif

## Prix
- Prix Ondas (1970)